# Chymomyza caudatula
Chymomyza caudatula – gatunek muchówki z rodziny wywilżnowatych i podrodziny Drosophilinae.
Gatunek ten opisany został w 1914 roku przez Lorenza Oldenberga.
Muchówka o ciele długości od 2 do 2,75 mm. Na głowie para szczecinek orbitalnych skierowanych w przód jest mniej więcej tak samo długa i gruba jak osadzona za nimi para szczecinek orbitalnych skierowanych w tył. Barwa czoła jest czarniawoszara, co najwyżej na przedniej krawędzi wąsko rudobrązowa. Arista czułka ma pierzaste owłosienie. Tułów ma matowo szare śródplecze i tarczkę oraz rude guzy barkowe i częściowo pleury, a jego chetotaksję cechują słabo rozwinięte przedtarczkowe szczecinki środkowe grzbietu. Skrzydła mają przezroczystą komórkę kostalną i żółtą żyłkę kostalną, natomiast pozbawione są białego obrzeżenia u szczytu. Ich użyłkowanie odznacza się żyłką subkostalną bez sierpowatego zakrzywienia za żyłką barkową oraz tylną komórką bazalną zlaną z komórką dyskoidalną. Przednia para odnóży jest głównie czarna, ale człony stóp od drugiego do piątego są białe. Odwłok jest słabo błyszczący, ciemnoszaro porośnięty, u samca z długimi edytami i przysadkami odwłokowymi.
Owad znany z Belgii, Holandii, Niemiec, Finlandii, Szwajcarii, Austrii, Włoch, Polski, Czech, Słowacji, Węgier, Rumunii, Bośni i Hercegowiny, Serbii, Czarnogóry, europejskiej części Rosji, wschodniej Palearktyki i Nearktyki.